# احمد الظفیری
احمد الظفیری (انگلیسی: Ahmed Al-Dhefiri؛ زادهٔ ۸ فوریهٔ ۱۹۹۲) بازیکن فوتبال اهل کویت است.
از باشگاه‌هایی که در آن بازی کرده‌است می‌توان به باشگاه فوتبال القادسیه عربستان سعودی اشاره کرد.
وی همچنین در تیم ملی فوتبال کویت بازی کرده‌است.